# Barbara Carrera
Barbara Carrera (n. 31 decembrie 1945) este o actriță americană, care a interpretat rolul Angelica Nero în filmul serial distribuit de către CBS Dallas, în perioada 1985-1986.

## Biografie
Barbara Kingsbury s-a născut în Bluefields, Nicaragua. Unele surse dau anul de naștere ca fiind 1947 sau 1951, dar majoritatea din 1945. Desi ea preferă să spună 1953, înregistrarile publice afirmă 1945. Mama ei, Florencia Carrera, era din Nicaragua, dar de origine europeană, iar tatăl ei, Louis Kingsbury, era un angajat al Ambasadei americane la Nicaragua. Părinții ei s-au separat când ea avea șapte ani.

## Filmografie
- Puzzle of a Downfall Child (1970) - T.J. Brady
- The Master Gunfighter (1975) - Eula
- Embryo (1976) - Victoria Spencer
- Insula doctorului Moreau (1977) - Maria
- Centennial (1978-1979, miniserial TV) - Clay Basket
- When Time Ran Out (1980) - Iolani
- Masada (1981, miniserial TV) - Sheva
- Condorman (1981) - Natalia
- I, the Jury (1982) - Dr. Charlotte Bennett
- Matt Houston (episod pilot, 1982, serial TV) - Serena Gambacci
- Lone Wolf McQuade (1983) - Lola Richardson
- Never Say Never Again (1983) - Fatima Blush
- Sins of the Past (1984, film TV) - Terry Halloran
- Wild Geese II (1985) - Kathy Lukas
- Dallas (1985-1986, TV Series) - Angelica Nero
- Mike Hammer (1987,  serial TV) - Claire Morgan
- Love at Stake (1987) - Faith Stewart
- The Underachievers (1987) - Katherine
- Emma: Queen of the South Seas (1988, miniserial TV) - Emma Coe
- Loverboy (1989) - Alex Barnett
- Wicked Stepmother (1989) - Priscilla
- Murder in Paradise (1990, film TV) - Emma Danton
- Lakota Moon (1992, film TV) - Still Water
- Point of Impact (1993) - Eva Largo
- Tryst (1994) - Julia
- Night of the Archer (1994) - Victoria de Fleury
- Fortune Hunter (1994 serial TV) - President Isabella Duarte
- Sawbones (1995, film TV) - Rita Baldwin
- Russian Roulette - Moscow 95 (1995) - Caroline White
- The Rockford Files: Godfather Knows Best (1996, film TV) - Elizabetta Fama
- Love Is All There Is (1996) - Maria Malacici
- JAG (1998, serial TV) - Marcella Paretti
- Waking Up Horton (1998) - Isadora
- Alec to the Rescue (1999) - Madam Wong
- That '70s Show (2000, serial TV) - Barbara
- Coo Coo Café (2000) - Lola
- Panic (2002) - Bernadette
- Don't Hurt Me (2003)
- Judging Amy (2004, serial TV) - Francesca Messina
- Illusion Infinity (sau "Paradise, 2004) - Katherine